# Golden Gate Open
Il Golden Gate Open è stato un torneo professionistico di tennis maschile e femminile giocato sul cemento. Inaugurato nel 2023 come torneo maschile facente parte dell'ATP Challenger Tour, e come torneo femminile facente parte della categoria WTA 125. Si è giocata una sola edizione per genere sui campi del Taube Tennis Center del campus dell'università di Stanford di Stanford, negli Stati Uniti d'America. Nel 2024 l'evento è stato cancellato per via della ristrutturazione dell'impianto sportivo e l'indisponibilità di un'alternativa valida.

## Albo d'oro

### Singolare maschile
| Anno | Campione           | Finalista   | Punteggio   |
| ---- | ------------------ | ----------- | ----------- |
| 2023 | Constant Lestienne | Emilio Nava | 7–6(4), 6–2 |

### Doppio maschile
| Anno | Campioni                         | Finalisti                | Punteggio           |
| ---- | -------------------------------- | ------------------------ | ------------------- |
| 2023 | Diego Hidalgo Cristian Rodríguez | Julian Cash Henry Patten | 6(1)–7, 6–4, [10–8] |

### Singolare femminile
| Anno | Categoria | Campionessa | Finalista         | Punteggio |
| ---- | --------- | ----------- | ----------------- | --------- |
| 2023 | WTA 125   | Wang Yafan  | Kamilla Rachimova | 6–2, 6–0  |

### Doppio femminile
| Anno | Categoria | Campionesse                  | Finaliste                  | Punteggio              |
| ---- | --------- | ---------------------------- | -------------------------- | ---------------------- |
| 2023 | WTA 125   | Jodie Burrage Olivia Gadecki | Hailey Baptiste Claire Liu | 7–6(4), 6(6)–7, [10–8] |